# Ehrenmedaille für hervorragende Leistungen in der FDJ-Initiative Berlin

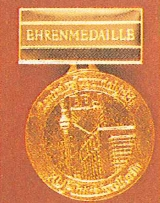
Ehrenmedaille für hervorragende Leistungen in der FDJ-Initiative Berlin.

Der Ehrenmedaille für hervorragende Leistungen in der FDJ-Initiative Berlin war in der Deutschen Demokratischen Republik (DDR) eine nichtstaatliche Auszeichnung der Freien Deutschen Jugend (FDJ), die seit März 1977 verliehen wurde. Die Verleihung erfolgte dabei an Jungkollektive und Jugendliche der FDJ, die hervorragende Leistungen beim Aufbau von Jugendobjekten in Berlin vorweisen konnten.

## Aussehen und Trageweise
Die goldene Ehrenmedaille zeigt auf ihrem Avers innerhalb des Schriftringes den Berliner Fernsehturm sowie ein Hochhaus. Über allen prangt das Symbol der FDJ. Der Schriftring wird durch die obige Umschrift Zentrales Jugendobjekt und unten durch die Umschrift: FDJ-Initiative Berlin bestimmt. Getragen wurde die Medaille an der linken oberen Brustseite des Beliehenen an einer dunkelblauen goldeingefassten Spange in dessen Mitte zwischen zwei waagerechten goldenen Linien die Inschrift: EHRENMEDAILLE zu lesen ist. Anschließend wurde die Spange mit Polyesterharz überzogen.